# Fulvio Nesti
Fulvio Nesti (pronunciación en italiano: /ˈfulvjo ˈnɛsti/; Lastra a Signa, Italia, 8 de junio de 1925-Florencia, Italia, 1 de enero de 1996) fue un futbolista italiano que jugaba como centrocampista.

## Selección nacional
Fue internacional con la selección italiana en 5 ocasiones y convirtió un gol. Fue convocado para disputar la Copa del Mundo de 1954, donde jugó 3 partidos y marcó un gol en la derrota por 4-1 ante Suiza.

### Participaciones en Copas del Mundo
| Mundial                        | Sede  | Resultado      | Partidos | Goles |
| ------------------------------ | ----- | -------------- | -------- | ----- |
| Copa Mundial de Fútbol de 1954 | Suiza | Fase de grupos | 3        | 1     |

## Clubes
| Club      | País   | Año       |
| --------- | ------ | --------- |
| Scafatese | Italia | 1946-1948 |
| SPAL      | Italia | 1948-1952 |
| Inter     | Italia | 1952-1957 |
| Prato     | Italia | 1957-1960 |

## Palmarés

### Campeonatos nacionales
| Título             | Club  | País   | Año  |
| ------------------ | ----- | ------ | ---- |
| Serie B            | SPAL  | Italia | 1951 |
| Serie A            | Inter | Italia | 1953 |
| Serie A            | Inter | Italia | 1954 |
| Serie C (Girone B) | Prato | Italia | 1960 |